# Dmitri Donskoi
Dmitri Donskoi (rusă Дми́трий Донско́й) (n. 12 octombrie 1350, Moscova – d. 19 mai 1389, Moscova) a fost un cneaz rus.
În a doua jumătate a secolului XIV, Moscova a devenit centrul politic al Rusiei, Dmitri Ivanovici, cneazul Moscovei supunându-i pe toți rivalii săi. Contemporanul său, stăpân peste Hoarda de Aur era hanul Mamai.
La data de 8 septembrie 1380, pe câmpia Kulikovo, la (250 kilometri sud de Moscova), hoardele tătare-mongole au fost învinse, acesta fiind primul pas spre eliberarea poporului rus de sub jugul mongol. Moscova devine centrul definitiv al forțelor rusești ce luptau contra Hoardei de Aur.
În cinstea victoriei, cneazului Dmitri Ivanovici i s-a dat numele de Dmitri Donskoi (Kulikovo aflându-se pe malul Donului).
A fost urmat la domnie de fiul său, Vasili Dmietrievici Donskoi, (rusă Василий I Дмитриевич), (1371 – 1425).

## Începutul domniei

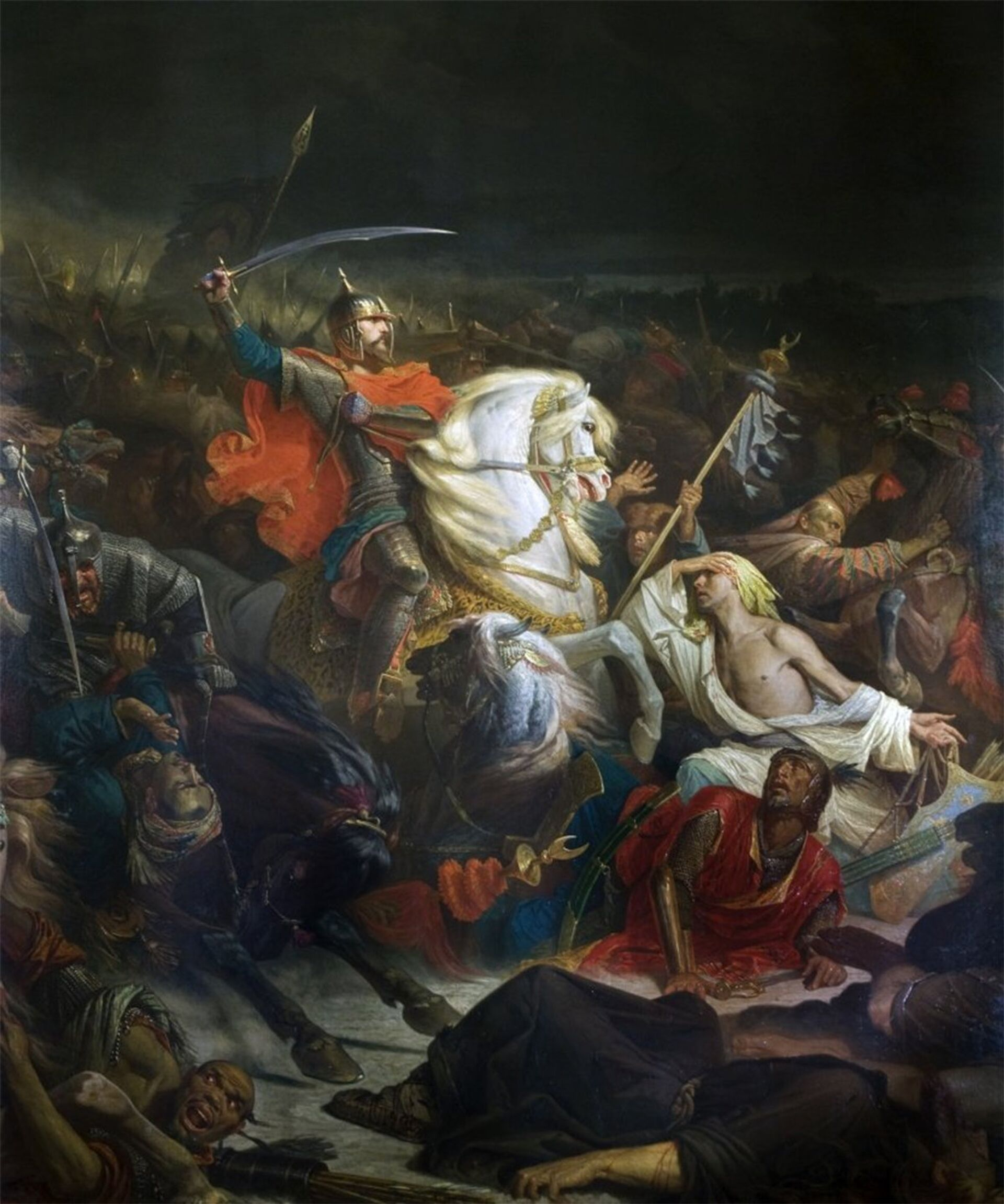
Bătălia de la Kulikovo

Dmitri a ajuns pe tronul Cnezatului Moscovei la vârsta de 9 ani, în 1359. Cât timp era minor, guvernul a fost condus de fapt de Mitropolitul Alexei al Rusiei. În 1360 la cea mai mare demnitate printre cnezii din Rusia era Marele Cneaz de Vladimir, această demnitate fiind apoi a fost transferată de către hanul Hoardei de Aur la Dmitri Konstantinovici din Nijni Novgorod. În 1363, atunci când cneazul a fost demis, Dmitri Ivanovici a fost în cele din urmă încoronat ca Mare Cneaz de Vladimir. Trei ani mai târziu, el a făcut pace cu Dmitri Konstantinovici și s-a căsătorit cu fiica acestuia, Eudoxia. În 1376, armatele lor unite au devastat Vechea Bulgarie Mare (de pe cursul inferior al fluviului Volga).
Cel mai important eveniment din primii ani de domnie ai lui Dmitri Donskoi a fost prima construcție din piatră a Kremlinului din Moscova, finalizată în 1367. Noua fortăreață a permis orașului să reziste la două asedii ale lui Algirdas din Lituania, în 1368 și 1370. În așteptarea celui de-al treilea asediu, în anul 1372 s-a încheiat pace prin Tratatul de la Liubuțk. În 1375, Dmitri a reușit să rezolve conflictul său cu Mihail II din Tver, pentru Vladimir, în favoarea lui. Alți cnezi din Rusia nordică au recunoscut, de asemenea, autoritatea sa și au contribuit cu trupele lor la lupta iminentă împotriva Hoardei de Aur. Până la sfârșitul domniei sale, Dmitri a dublat practic teritoriul cnezatului Moscovei.

## Lupta împotriva lui Mamai

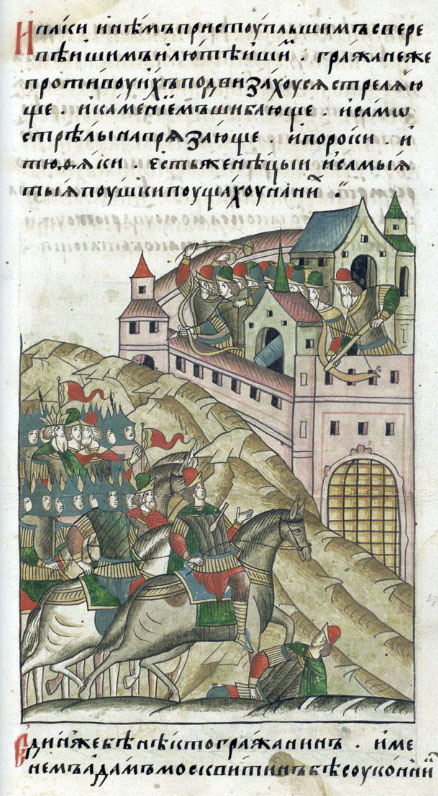
Apărarea Moscovei împotriva lui Tohtamâș în 1382

Dmitri, în cei treizeci de ani zi săi de domnie, a văzut începutul sfârșitului dominației mongolilor asupra unor părți din ceea ce este acum Rusia. Hoarda de Aur era grav slăbită în războiul civil și dinastic dintre rivali. 
Dmitri a profitat de aceste slăbiciuni ale autorității mongole și i-a provocat în mod deschis pe tătari. 
Pe lângă faptul că a anulat dreptul hanului de a colecta taxele din Rusia (și-a anulat titlul de perceptor principal pentru han), Dmitri, de asemenea, este renumit pentru că a condus prima victorie militară rusă împotriva mongolilor. 
Mamai, un general mongol și pretendent la tron, a încercat să-l pedepsească pe Dmitri pentru încercările sale de a-și mări puterea. În 1378 Mamai a trimis o armată mongolă care a fost învinsă de către forțele lui Dmitri în Bătălia de la râul Vozha.
Doi ani mai târziu Mamai a condus personal o forță mare împotriva cnezatului Moscovei. Dmitri l-a întâmpinat și l-a învins la bătălia de la Kulikovo. Mamai, învins, a fost detronat de un general rival mongol, Tokhtamysh.
Acestui han, Dmitri i-a jurat supunere și i s-a confirmat dreptul de a pune taxe în Rusia pentru mongoli (perceptor principal) și titlul de Mare Cneaz de Vladimir. 
După moartea sa în 1389, Dmitri a fost primul Mare Cneaz care a lăsat moștenire titlurile sale fiului său Vasili I fără aprobarea hanului.

## Căsătoria și copiii

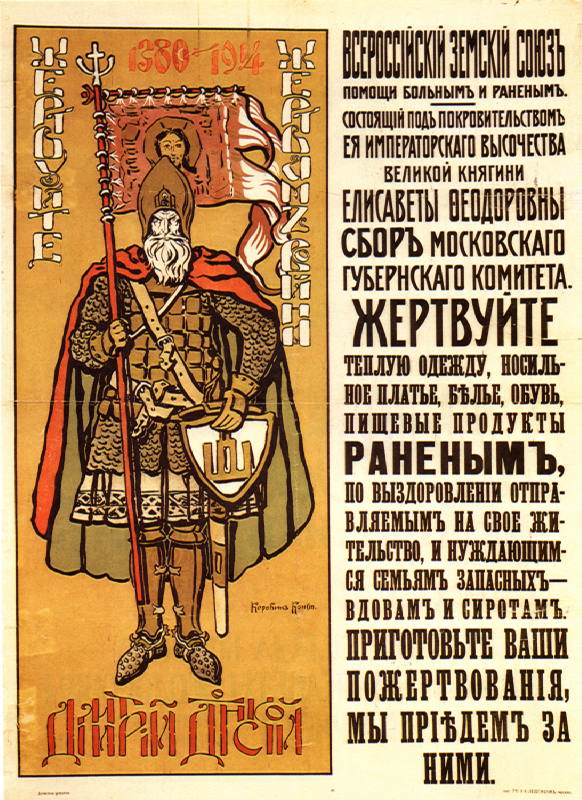
Dmitri Donskoi într-un afiș patriotic din Primul Război Mondial, un desen de Konstantin Korovin.

Dmitri a fost căsătorit cu Eudoxia (Evdokia) de Nijni Novgorod (fiica marelui cneaz Dmitri Konstantinovici de Suzdal și Vasilisa de Rostov) și au avut cel puțin doisprezece copii: 
- Daniil Dmitrievici ( 1370 - 15 septembrie 1379).
- Vasili Dmitrievici I al Moscovei (30 septembrie 1371 - 27 februarie 1425).
- Sofia Dmitrievna. Căsătorită cu Fiodor Olegovici, Cneaz de Riazan (a domnit între 1402-1427).
- Iuri Dmitrievici, Cneaz de Zvenigorod și Galych (26 noiembrie 1374 - 5 iunie 1434). A pretins tronul de la Moscova împotriva nepotului său Vasili II-lea al Moscovei.
- Maria Dmitrievna (d. 15 mai 1399). Căsătorită Lengvenis.
- Anastasia Dmitrievna. Căsătorită cu Ivan Vsevolodovici, Cneaz de Holm.
- Simeon Dmitrievici (d. 11 septembrie 1379).
- Ivan Dmitrievici (d. 1393).
- Andrei Dmitrievici, Cneaz de Mojaisk (14 august 1382 - 9 iulie 1432).
- Piotr Dmitrievici, Cneaz de Dmitrov (29 iulie 1385 - 10 august 1428).
- Anna Dmitrievna (născută pe 8 ianuarie 1387). Căsătorită cu Iuri Patrikievici. Soțul ei a fost un fiu al lui Patrikej, Cneaz de Starodub și soția sa Elena.
- Konstantin Dmitrievici, Cneaz de Pskov (14 mai/15 mai 1389 - 1433).